# Klausberg
Der Klausberg mit der Skiarena Klausberg ist ein Skigebiet im Ahrntal, welches sich im Südtirol in Italien befindet.

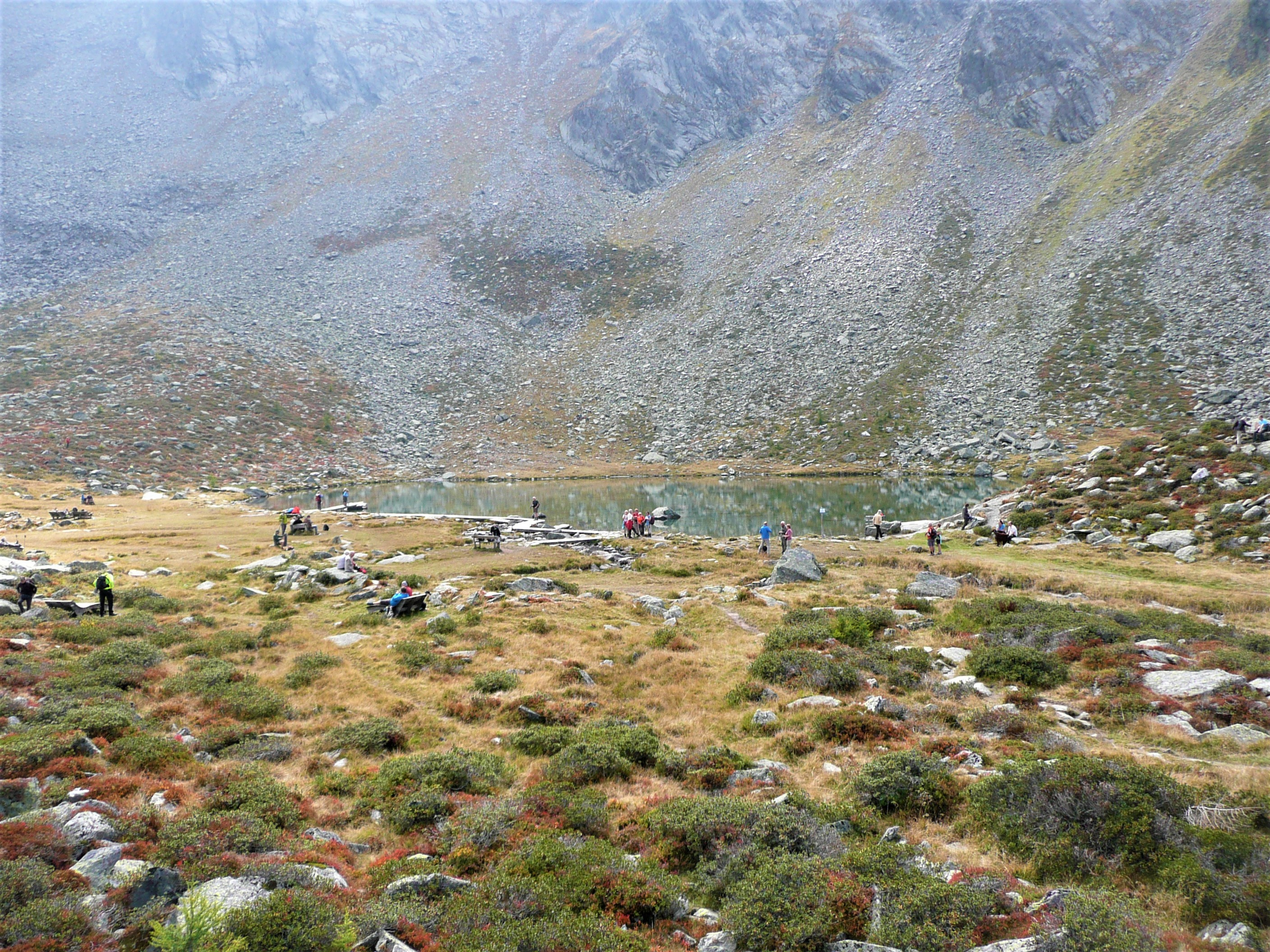
Der Klaussee im oberen Teil des Klausbergs

Vom Dorf Steinhaus, dem Hauptort der Gemeinde Ahrntal, das auf 1050 m s.l.m. am Bergfuß liegt, erstreckt sich das Gebiet auf maximal 2.510 m Höhe in der nördlich liegenden Durreckgruppe. 13 Pisten bieten 45 Pistenkilometer, die sich auf 12 km blaue, 26 km rote und 7 km schwarze Pisten verteilen. Das Panorama von den Pisten umfasst vor allem die auf der gegenüberliegenden Talseite des Ahrntals liegenden Zillertaler Alpen. Die flächendeckende Beschneiungsanlage gewährleistet Schneesicherheit von Weihnachten bis Ostern.

## Lifte

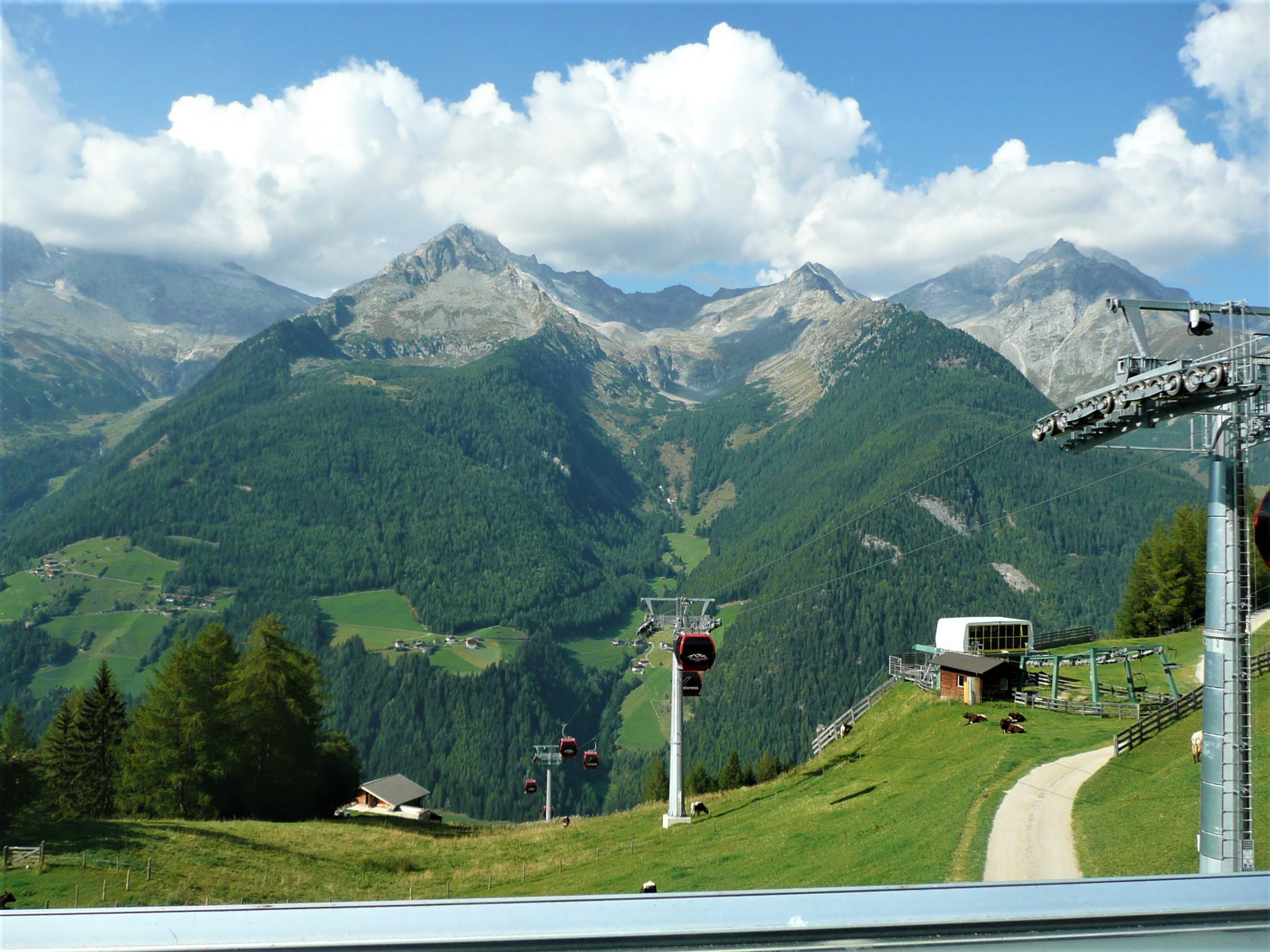
Der Hauptlift auf den Klausberg

Im Skigebiet gibt es 8 Lifte, darunter keinen Schlepplift.
Der Hauptzubringer besteht aus einer 10er-Gondelbahn, die die Besucher über ein 1.250 m langes Seil in das Skigebiet bringt. Die Kabinenbahn überwindet dabei 550 m (1050 m – 1600 m) Höhenunterschied.
Des Weiteren gibt es noch einen 2er-, drei 3er-, einen 4er-Lift und eine 8er-Kabinenbahn.
Im Sommer 2006 wurde ein Teil des Skigebiets neu erschlossen. Die Kabinenbahn „Klaussee 2“ (K2) wurde zur Weihnachts-Saison 2006 fertiggestellt und führt auf eine Höhe von 2510 m.

## Lift-Anlagen
| Name        | Art              | Lift-Länge | Höhenmeter  | Pisten-Länge       | Betrieb Winter | Betrieb Sommer |
| ----------- | ---------------- | ---------- | ----------- | ------------------ | -------------- | -------------- |
| K-Express   | 10er-Kabinenbahn | 1.200 m    | 1050 – 1600 | 3.400 m            | W              | S              |
| Almboden    | 4er-Sessellift   | 580 m      | 1550 – 1600 | 600 m              | W              | 0              |
| Panorama    | 10er-Kabinenbahn | 1.100 m    | 1550 – 2050 | 1.450 bzw. 2.000 m | W              | 0              |
| Klaussee I  | 4er-Sessellift   | 1.300 m    | 1560 – 1900 | 1.900 m            | W              | 0              |
| Klaussee II | 8er-Kabinenbahn  | 1.650 m    | 1900 – 2510 | 3.300 m            | W              | 0              |
| Sonnenlift  | 3er-Sessellift   | 850 m      | 1550 – 1960 | 1.600 m            | W              | 0              |
| Steinhaus   | 2er-Sessellift   | 350 m      | 1050 – 1240 | 380 m              | W              | 0              |
| Brugger     | 3er-Sessellift   | 315 m      | 1050 – 1130 | 330 m              | W              | 0              |

## Hütten

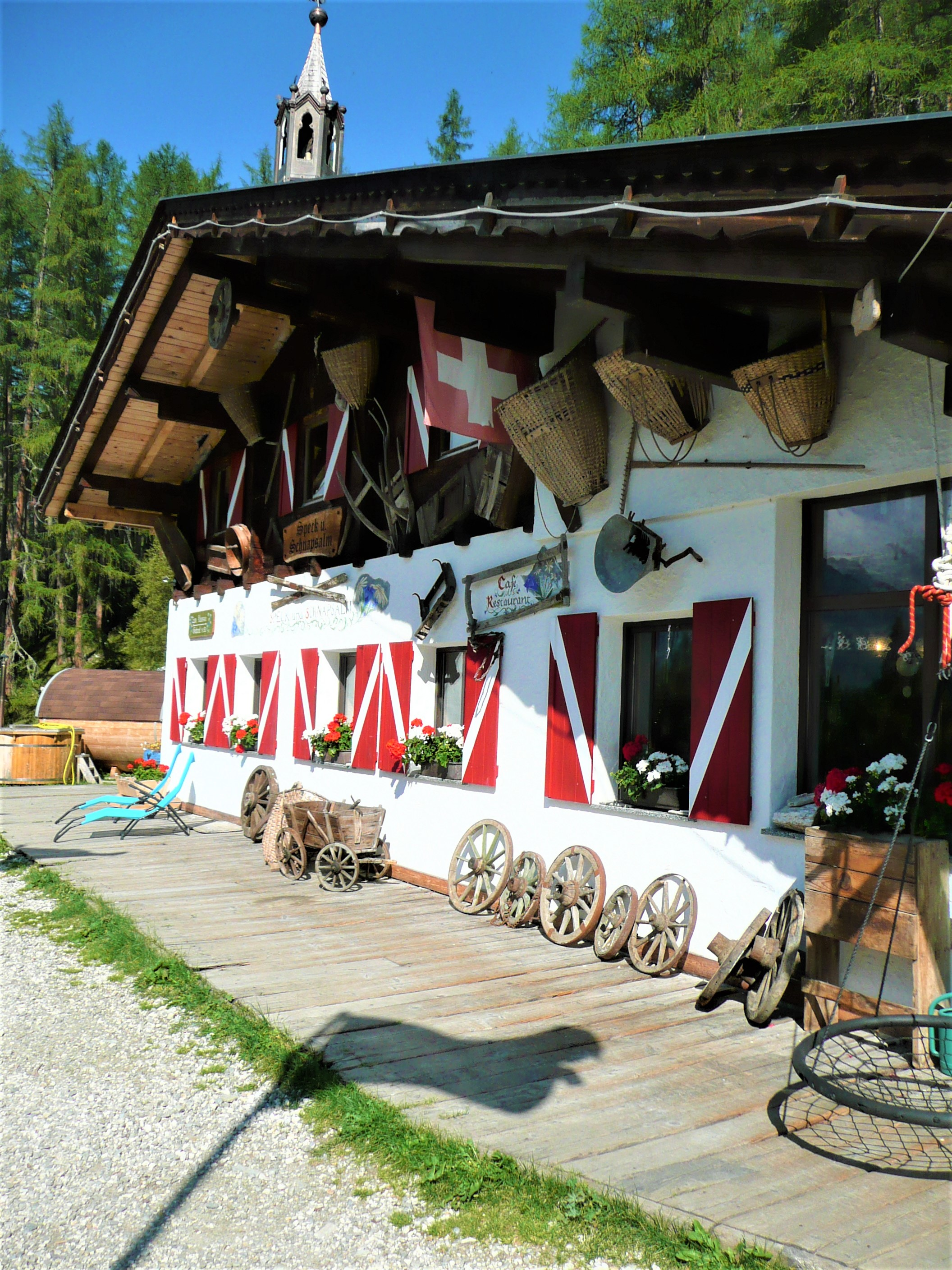
Hütte „Speck und Schnaps“ auf dem Klausberg

| Name                   | Höhe       |
| ---------------------- | ---------- |
| Kristallalm            | 1.600 m    |
| Moareggalm             | 1.605 m    |
| Almbodenrestaurant     | 1.560 m    |
| Speck- und Schnapsalm  | 1.726 m    |
| Jausenstation Bachmair | 1.890 m    |
| Baurschaftalm          | 1.880 m    |
| Weißenbachl-Hütte      | 1.550 m    |
| Hexenkessel            | Talstation |
| Skihaus Pub            | Talstation |

## Besonderheiten
Für Snowboarder gibt es eine Halfpipe. Im Fun-Park finden sich einige Schanzen und diverse Rails.
Die Talabfahrt kann auch als Rodelbahn (5 km) benutzt werden, die dienstagabends zum Nachtrodeln beleuchtet ist.